# Llamada para el muerto
Llamada para el muerto es la primera novela del escritor británico John le Carré. En la novela aparece por primera vez George Smiley, el personaje recurrente más famoso en la obra de le Carré, en una historia sobre espías de Alemania del Este infiltrados en el Reino Unido.

## Resumen del argumento
Un empleado del Ministerio de Relaciones Exteriores, Samuel Fennan, se suicida poco después de una revisión de seguridad realizada por el agente de MI6 George Smiley. La revisión fue realizada porque pocos días antes se había recibido una llamada anónima acusando a Fennan de ser comunista. Sobre el cuerpo se encuentra una carta acusando al servicio secreto, particularmente a Smiley, de arruinar su vida. El jefe de Smiley, Maston, permite que la culpa de la muerte de Fennan recaiga sobre Smiley, quien procede a entrevistar a la esposa de Fennan, Elsa, en su casa. Mientras está allí, Smiley contesta el teléfono, pensando que es una llamada para él, pero es una llamada que había solicitado Fennan el día anterior a la central telefónica para las 8:30.
Smiley se reúne con el inspector Mendel, un oficial de policía a punto de pensionarse, quien está a cargo del caso de Fennan y le confirma que la llamada había sido solicitada por el empleado la noche anterior. Cuando Elsa le dice a Smiley que fue ella quien solicitó la llamada, el agente lo comunica a Mendel y a su jefe. Sin embargo, Maston le ordena que no investigue más al respecto. De vuelta en su oficina, el agente recibe una carta de Fennan, fechada la noche anterior, solicitándole una reunión urgente para ese día. Creyendo firmemente que Fennan fue asesinado para que no se reunieran, Smiley presenta una carta de renuncia que acompaña con la de Fennan.
Al llegar a su hogar, Smiley observa movimientos en el salón, por lo que toca el timbre y es recibido por un extraño alto y atractivo. El agente evita entrar y al salir memoriza los números de placa de los siete autos estacionados en la calle. Junto con Mendel, averigua que uno de ellos es de alquiler y que el propietario es Adam Scarr, quien dice que dos veces al mes renta un auto a un hombre conocido como «Blondie», cuya descripción coincide con la del intruso. Mientras trata de rastrear el auto, Smiley es atacado y casi muere y Scarr es asesinado. 
Mendel continúa con la investigación y descubre que Elsa va al teatro dos veces al mes, en donde se encuentra con «Blondie» e intercambian estuches para instrumentos musicales similares. El colega de Smiley, Peter Guillam, identifica a «Blondie» como Hans-Dieter Mundt, un agente de Alemania del Este que se hace pasar por diplomático y trabaja a las órdenes de Dieter Frey, un espía alemán que había operó con Smiley durante la Segunda Guerra Mundial y que ahora es un importante agente para Alemania del Este. Smiley cree que Frey usaría de intermediario a Mundt solo si fuera un agente infiltrado de alto nivel. Poco después del descubrimiento, Guillam reporta que Mundt ha huido de Inglaterra.
Cuando Smiley le expone sus descubrimientos, Elsa confiesa que su esposo era un espía de la Alemania del Este y que la obligaba a pasar documentos secretos en estuches de instrumentos musicales. También confiesa que Fennan fue asesinado por Mundt después de ser visto hablando con Smiley. Sin embargo, Guillam descubre que durante los últimos seis meses Fennan solo llevaba a casa documentos insignificantes y no confidenciales, por lo que Smiley deduce que el espía es Elsa y que Fennan había sido asesinado cuando trataba de comunicar sus sospechas sobre su esposa. Smiley tiende una trampa usando su conocimiento del modus operandi de Frey y hace que el agente alemán y Elsa se reúnan. Frey asesina a Elsa durante la reunión, pero es seguido por Mendel y Smiley lo mata cuando trata de escapar.
Maston ofrece a Smiley un nuevo y mejor puesto en MI6, pero lo rechaza y viaja a Zúrich para ver a su esposa Ann, de la cual se había separado.

### Los antecedentes de Smiley y Frey
El libro inicia con un capítulo que describe los principios de la carrera de Smiley, incluyendo su matrimonio y separación de Lady Ann Sercombe, una bella y promiscua aristócrata, su reclutamiento en Oxford y su trabajo buscando jóvenes alemanes con potencial para ser agentes británicos poco antes de la Segunda Guerra Mundial.
Uno de estos jóvenes fue Dieter Frey, un joven comunista que en ese entonces tenía una causa común con Smiley luchando contra los nazis y que se había convertido en su amigo. Sin embargo, debido la Guerra Fría, Frey se había convertido en su enemigo, aunque de cierta manera seguía siendo su amigo. Cuando ambos se encuentran de nuevo en medio de la niebla por el Támesis, el espía alemán saluda a Smiley diciéndole «¡Servus, George!» antes de comenzar su pelea. Después de matarlo, Smiley siente una gran culpa:

Dieter estaba muerto, y era él quien lo había matado. Los dedos rotos de su mano derecha, la rigidez de su cuerpo y el mareante dolor de cabeza, la náusea de la culpabilidad, todo ello lo atestiguaba. Y Dieter lo dejó hacer, no había disparado su pistola se acordó de su amistad cuando Smiley ni la recordó siquiera. Habían luchado como en una nube, en la corriente del río, en el claro de un bosque sin tiempo: se habían encontrado, eran dos amigos que volvían a verse y habían luchado como bestias. Dieter se acordó y Smiley no.
Llamada para el muerto, capítulo XVI

Dieter Frey es el primero de varios personajes judíos y comunistas que aparecen en los libros de le Carré y fue seguido por Liz Gold y Fiedler en El espía que surgió del frío.

## Personajes
- George Smiley - un agente de MI6.
- Samuel Fennan - un burócrata británico quien aparentemente se suicidó.
- Elsa Fennan - la esposa de Samuel y anteriormente una refugiada de Alemania nazi.
- Inspector Mendel - el contacto de Smiley dentro del Metropolitan Police Service.
- Peter Guillam - un oficial de MI6 bajo la supervisión de Smiley.
- Maston - el encargado de MI6 y jefe de Smiley.
- Adam Scarr - un empresario con vínculos criminales.
- Hans-Dieter Mundt / «Blondie» - un agente de la Stasi
- Dieter Frey - un agente de la Stasi y espía para el Smiley durante la Segunda Guerra Mundial.

## Adaptaciones
Llamada para el muerto fue llevada al cine en 1966 bajo el título The Deadly Affair. El filme fue dirigido por Sidney Lumet con un guion de Paul Dehn y protagonizada por James Mason como Charles Dobbs (le Carré había vendido los derechos al nombre de George Smiley junto con los derechos de El espía que surgió del frío), Harry Andrews como Mendel, Simone Signoret como Elsa Fennan y Maximilian Schell como Dieter Frey. Una diferencia significativa entre la novela y la película es que en la película hay un amorío entre Ann Smiley y Dieter Frey.
La novela también fue llevada a la radio en dos ocasiones. La primera fue en 1978 como un drama de la BBC Radio 4. La segunda fue en 2009, cuando fue adaptada como la primera de ocho partes de la antología The Complete Smiley, una serie de la BBC Radio 4basada en la novelas protagonizadas por el personaje,  protagonizada por Simon Russell Beale y con un guion de Robert Forrest.